# Benkovac (Okučani)
Benkovac je naselje u općini Okučani u Brodsko-posavskoj županiji. Nalaze se sjeverno od Okučana na cesti prema Lipiku, susjedna sela su Cage i Trnakovac. Prema popisu stanovništva iz 2011. godine Benkovac je imao 120 stanovnika, dok je 2001. imao 171 stanovnika od toga 118 Hrvata.
| broj stanovnika | 215   | 242   | 236   | 307   | 310   | 402   | 400   | 362   | 243   | 278   | 277   | 277   | 245   | 189   | 171   | 120   | 78    |
|                 | 1857. | 1869. | 1880. | 1890. | 1900. | 1910. | 1921. | 1931. | 1948. | 1953. | 1961. | 1971. | 1981. | 1991. | 2001. | 2011. | 2021. |

- Fusnota Benkovac se od 1931. do 1981. godine iskazivan pod imenom Benkovac Okučanski.